# گوشکجان
گوشکجان، روستایی از توابع بخش مرکزی شهرستان لاهیجان در استان گیلان ایران است
این روستا دارای چشم انداز زیبای روی فلات رود سپیدرود است که به گویش محلی به آن کند گویند و ساکنانشان اغلب کشاورزی هستند. و خانواده های رضایی عاشوری علوی اکبری صالحی نوروزی رحمتی خلیلزاده چایچی مهدیزاده رحیمی جعفری و... از جمله ساکنین محلی آنجا هستن و  در تجمع بازارچه ای کوچک محلی کنار کارخانه برنجکوبی علوی مجتمع شده است .

## جمعیت
این روستا در دهستان لفمجان قرار دارد و براساس سرشماری مرکز آمار ایران در سال ۱۳۸۵، جمعیت آن ۲۱۱ نفر (۷۵خانوار) بوده‌است.